# Roald van Noort
Roald Max Antoine van Noort (Elst, 2 maart 1960) is een voormalig Nederlands waterpolospeler.
Roald van Noort nam eenmaal deel aan de Olympische Spelen, in 1984. Hij eindigde met het Nederlands team op de zesde plaats. In de competitie kwam Van Noort uit voor VZC uit Veenendaal.
Johan Aantjes · 
Stan van Belkum · 
Wouly de Bie · 
Ton Buunk · 
Ed van Es · 
Anton Heiden · 
Nico Landeweerd · 
Aad van Mil · 
Ruud Misdorp · 
Dick Nieuwenhuizen · 
Eric Noordegraaf · 
Roald van Noort · 
Remco Pielstroom